# Labofnac
 (avril 2019).
Si vous disposez d'ouvrages ou d'articles de référence ou si vous connaissez des sites web de qualité traitant du thème abordé ici, merci de compléter l'article en donnant les références utiles à sa vérifiabilité et en les liant à la section « Notes et références ».
Le Labofnac est un laboratoire d'essai et de tests de produits High-Tech ouvert par la Fnac en 1972 qui teste et compare les produits vendus par l'enseigne FNAC.
Ces tests sont ensuite publiés sur le site internet grand public ayant vocation à informer les clients mais aussi les simples visiteurs, sur la performance réelle des produits vendus par le groupe, en toute indépendance du commerce et des fabricants eux-mêmes. Les tests sont également visibles sur leclaireurFnac.com sur Fnac.com mais également en magasin.

## Description
Le Labofnac teste tout type de produits HighTech : les smartphones, les tablettes, les téléviseurs, les appareils audio (baladeurs MP3, casques et chaines HiFi), les appareils photo, les caméscopes, les ordinateurs (fixes et portables), et dernièrement, les trottinettes électriques. 

### Autonomie et indépendance
Constitué comme une entité autonome de la Fnac, le Labofnac est formé d'une équipe composée de techniciens passant au banc d'essai des centaines de produits.
Revendiquant une totale indépendance vis-à-vis de la maison-mère et surtout des fabricants d'appareils électroniques, le Labofnac a fondé la qualité de ses tests sur des méthodes scientifiques, des appareils de mesure de très haute technologie nécessitant des investissements importants, et des échantillons directement puisés dans le stock de la Fnac.

### Indice de réparabilité
En juin 2018, le Labofnac a annoncé la sortie du premier référentiel de réparabilité des produits High-Tech. Conscient que la problématique de l'obsolescence programmée était devenue centrale pour les consommateurs, le Labofnac a édité le premier indice dédié aux ordinateurs en testant plus d'une trentaine d'ordinateurs portables.